# Azay-sur-Thouet
Azay-sur-Thouet és un municipi francès situat al departament de Deux-Sèvres i a la regió de la Nova Aquitània. L'any 2007 tenia 1.060 habitants.

## Demografia

### Població
El 2007 la població de fet d'Azay-sur-Thouet era de 1.060 persones. Hi havia 419 famílies de les quals 93 eren unipersonals (34 homes vivint sols i 59 dones vivint soles), 161 parelles sense fills, 140 parelles amb fills i 25 famílies monoparentals amb fills.
La població ha evolucionat segons el següent gràfic:
Habitants censats

### Habitatges
El 2007 hi havia 498 habitatges, 428 eren l'habitatge principal de la família, 43 eren segones residències i 27 estaven desocupats. 496 eren cases i 1 era un apartament. Dels 428 habitatges principals, 350 estaven ocupats pels seus propietaris, 69 estaven llogats i ocupats pels llogaters i 8 estaven cedits a títol gratuït; 1 tenia una cambra, 19 en tenien dues, 55 en tenien tres, 135 en tenien quatre i 217 en tenien cinc o més. 389 habitatges disposaven pel capbaix d'una plaça de pàrquing. A 193 habitatges hi havia un automòbil i a 205 n'hi havia dos o més.

### Piràmide de població
La piràmide de població per edats i sexe el 2009 era:
| Homes | Edats   | Dones |
| ----- | ------- | ----- |
| 0     | 95 o +  | 0     |
| 0     | 90 a 94 | 4     |
| 4     | 85 a 89 | 16    |
| 4     | 80 a 84 | 4     |
| 12    | 75 a 79 | 16    |
| 20    | 70 a 74 | 32    |
| 20    | 65 a 69 | 8     |
| 40    | 60 a 64 | 36    |
| 32    | 55 a 59 | 24    |
| 40    | 50 a 54 | 56    |
| 20    | 45 a 49 | 36    |
| 36    | 40 a 44 | 20    |
| 24    | 35 a 39 | 32    |
| 44    | 30 a 34 | 32    |
| 32    | 25 a 29 | 32    |
| 28    | 20 a 24 | 36    |
| 20    | 15 a 19 | 32    |
| 24    | 10 a 14 | 20    |
| 20    | 5 a 9   | 24    |
| 24    | 0 a 4   | 20    |

## Economia
El 2007 la població en edat de treballar era de 654 persones, 484 eren actives i 170 eren inactives. De les 484 persones actives 448 estaven ocupades (244 homes i 204 dones) i 36 estaven aturades (11 homes i 25 dones). De les 170 persones inactives 74 estaven jubilades, 50 estaven estudiant i 46 estaven classificades com a «altres inactius».

### Ingressos
El 2009 a Azay-sur-Thouet hi havia 446 unitats fiscals que integraven 1.107 persones, la mediana anual d'ingressos fiscals per persona era de 16.569 €.

### Activitats econòmiques
Dels 32 establiments que hi havia el 2007, 4 eren d'empreses alimentàries, 1 d'una empresa de fabricació d'altres productes industrials, 11 d'empreses de construcció, 5 d'empreses de comerç i reparació d'automòbils, 2 d'empreses d'hostatgeria i restauració, 2 d'empreses financeres, 1 d'una empresa immobiliària, 2 d'empreses de serveis, 2 d'entitats de l'administració pública i 2 d'empreses classificades com a «altres activitats de serveis».
Dels 15 establiments de servei als particulars que hi havia el 2009, 3 eren tallers de reparació d'automòbils i de material agrícola, 3 paletes, 2 fusteries, 1 lampisteria, 3 electricistes, 1 perruqueria i 2 restaurants.
Dels 2 establiments comercials que hi havia el 2009, 1 era una fleca i 1 una carnisseria.
L'any 2000 a Azay-sur-Thouet hi havia 42 explotacions agrícoles que ocupaven un total de 1.323 hectàrees.

## Equipaments sanitaris i escolars
El 2009 hi havia una escola elemental.

## Poblacions més properes
El següent diagrama mostra les poblacions més properes.